# Micropagurus propinquus
Micropagurus propinquus is een tienpotigensoort uit de familie van de Paguridae. De wetenschappelijke naam van de soort is voor het eerst geldig gepubliceerd in 2005 door Asakura.